# Россия-1
«Росси́я-1» (в заставках и анонсах упоминается старое название — «Россия») — общероссийский федеральный телеканал, принадлежащий Всероссийской государственной телевизионной и радиовещательной компании (ВГТРК). Вещает круглосуточно из Москвы.
«Россия-1» является флагманским телеканалом ВГТРК. Имеет единые эфирные окна для всех региональных филиалов ВГТРК, в которых транслируются местные новостные блоки «Вести. Местное время» и программы собственного производства в блоках «Местное время. Суббота» и «Местное время. Воскресенье». В отдельных регионах (республики Башкортостан, Карелия, Татарстан, Удмуртия, республики Северного Кавказа и некоторые другие субъекты РФ с титульными нациями) выделены дополнительные эфирные окна для трансляции программ на национальных языках.
Телеканал имеет версию в формате высокой чёткости (на декабрь 2022 года — все 10 дублей, на спутники поднят только один дубль (+0) для зоны вещания «М»).
С 2016 года телеканал стабильно занимает первое место по рейтингам среди российских телеканалов.
По состоянию на 2017 год на телеканале работало 335 человек.

## История
Вещание телеканала началось 13 мая 1991 года под названием РТВ («Российское телевидение»). Первой программой, вышедшей в эфир, стали «Вести». Первое время РТВ делил вещание на второй кнопке со Второй программой ЦТ.
1 сентября 1991 года на втором канале прекращается показ информационной программы ЦТ. В сентябре-декабре «Вторая программа ЦТ» ещё выходила в эфир — в основном по будням в утреннем и дневном блоках (причём практически без какого-либо оформления); а в вечерний прайм и в выходные дни почти весь эфир перешёл к «РТВ» (с 16 сентября переименованному в «РТР»).
26 декабря 1991 года с упразднением Всесоюзной ГТРК была закрыта и Вторая программа ЦТ, а производство большей части её передач было передано Всероссийской ГТРК. С этого времени телеканал РТР («Российское телевидение и радио») получает для вещания весь эфирный день.
За годы существования телеканала его программное наполнение и информационная политика претерпевали многочисленные изменения.
1 сентября 2002 года телеканал получил название «Россия». Как писал журнал «Цветной телевизор», новое название (телеканал «Россия») звучит более значимо, нежели аббревиатура РТР.
С 17 марта 2003 года началось круглосуточное вещание телеканала.
24 июня 2009 года телеканал был включён в первый мультиплекс цифрового телевидения России.
16 января 2017 года телеканал «Россия-1» перешёл на вещание в формате 16:9.

## Россия HD
12 декабря 2012 года ВГТРК запустила тестовое вещание телеканала «Россия HD» в формате высокой чёткости HD на платформе «Континент ТВ».
С 26 декабря 2012 года телеканал начал вещание на платформе «Триколор ТВ», а с 28 декабря на платформе «НТВ-Плюс». Официальный запуск телеканала состоялся 29 декабря 2012 года в 18:00 по московскому времени. Он транслировался многими операторами цифрового кабельного и спутникового телевидения России в базовом пакете телеканалов либо в пакете HD-каналов.
С момента начала вещания телеканала и до 30 июня 2016 года его программная сетка не дублировала телеканал «Россия-1», а формировалась из части передач производства ВГТРК в формате HD. До 2015 года главным редактором телеканала являлся руководитель производственно-технологического департамента ВГТРК Алексей Земский.
С 1 июля 2016 года вещание телеканала было прекращено, а на его «кнопке» у операторов появился дубль телеканала «Россия-1» (+0) для зоны вещания «М» в формате HDTV.
С января 2025 года вещание телеканала дублирует региональные сетки телеканала «Россия-1» в формате HDTV.

## Вещание
Телеканал «Россия-1» входит в первый мультиплекс цифрового телевидения России, в рамках которого осуществляются врезки региональных ГТРК в программы телеканала.
Потенциальная аудитория телеканала составляет 98,5 % населения России. Помимо территории России, вещание распространяется за рубежом телеканалом «РТР-Планета» на страны СНГ, а также Западную Европу, Ближний Восток, США.
Как преемник Второй программы ЦТ и РТВ/РТР унаследовал его систему распространения по стране, имея дубли относительно московского времени «+0», «+2», «+4», «+6» и «+8». Но в 2000-е годы сетка поясных версий неоднократно изменялась: сначала телеканал имел дубли «+0», «+2», «+3», «+6» и «+9», с 1 апреля 2002 года из-за устаревшей системы спутникового вещания дубль «+2» прекратил вещание. Однако с 7 июля 2003 года была восстановлена прежняя, до 2000 года, система поясного вещания, с дублями «+2», «+4», и «+8».
24 декабря 2017 года в эфире телепрограммы «Вести недели» было объявлено, что телеканал добавляет дополнительные часовые версии эфира. Таким образом, в новогоднюю ночь 2018 года телезрители всех 11 часовых поясах во всех 85 субъектах Российской Федерации увидели все программы телеканала, а также обращение президента России и бой курантов в полночь по местному времени, а не со смещением +1 или −1 час для телезрителей, проживающих в «нечётных» часовых поясах, так как на спутник были подняты только временны́е дубли «+0», «+2», «+4», «+6», «+8» для зон вещания М, Г, В, Б и А соответственно. После новогодней ночи система распространения вернулась к прежней схеме (с наличием поясных версий только с «чётными» часовыми поясами). Запуск версий для «нечётных» часовых поясов на постоянной основе произошёл ровно через год, 31 декабря 2018 года.

## Доля аудитории
Доля аудитории — это соотношение зрителей определённой программы или канала ко всем, у кого в этот момент был включен телевизор.
Доли аудитории канала «Россия-1» среди российских телезрителей старше 4-х лет с 2000 по 2012 год
|               | 2000 | 2001 | 2002 | 2003 | 2004 | 2005 | 2006 | 2007 | 2008 | 2009 | 2010 | 2011 | 2012 |
| ------------- | ---- | ---- | ---- | ---- | ---- | ---- | ---- | ---- | ---- | ---- | ---- | ---- | ---- |
| Показатели, % | 17,6 | 18,7 | 19,5 | 19,6 | 20,0 | 22,5 | 19,5 | 16,9 | 17,2 | 17,1 | 16,2 | 15,3 | 13,3 |

В 2014 году аудитория канала в возрастной группе телезрителей, старше четырёх лет составляла 13,2 %, то есть среди всех россиян старше четырёх лет, кто включал телевизор около 13,2 % выбирали программы «России 1». В 2015 году — 12,7 %, в 2016 году — 12,9 %. Доля в базовой целевой аудитории возраста «Все 25+» в эти годы была 14,2 %, 13,8 % и 14,0 % соответственно. В 2016 году канал «Россия 1» впервые стал лидером рынка, обогнав «Первый канал» среди зрителей старше четырёх лет с показателями 12,9 % против 12,7 %. Самыми популярными программами в этом году были «Удивительные люди», «Новогодний парад звезд», «София», «Футбол. Чемпионат Европы» и «Финал Евровидения».
Среднесуточная доля аудитории «Все 4+» в 2017 году составляла 13,2 %. Доля телесмотрения по целевой аудитории «Все 25+» равнялась 14,3 %. С января 2018 года целевой аудиторией «России 1» стали зрители старше 18 лет. Самой просматриваемой политической программой была «60 минут», информационной — «Вести недели»
Согласно исследованию РБК, проведённому по данным компании Mediascope в городах с населением от 100 тысяч человек, за 2018 год телеканал занимал первое место в возрастной группе всех зрителей старше четырёх лет — среднесуточная доля составила почти 12,9 %, против 11,8 % у «Первого канала». В целевой аудитории «Зрители старше 18 лет» среднесуточная доля телесмотрения снизилась до 13,61 %.
По данным ECI Media Management на основе измерений Mediascope в 2019 году канал «Россия 1» сохранил лидерские позиции среди вещателей. Среднесуточная доля аудитории «Все 4+», проживающей в крупных городах с населением более 100 тысяч человек, составила 11,8 %.
В 2020 году были впервые представлены данные по всей России, а не только по крупным городам. Доля «России 1» среди зрителей старше четырёх лет по всей России составила 11,7 %, по городам с населением более 100 тысяч человек — 12,5 %; в целевой аудитории «Зрители старше 18» лет эти показатели равны 12,5 % и 13,2 % соответственно. 31 декабря 2020 года телеканал смотрели в среднем 5,4 миллиона россиян старше четырёх лет, а в новогоднюю ночь с 22:00 31 декабря по 02:00 1 января — десять миллионов зрителей по всей России.
За первые одиннадцать месяцев 2021 года в категории «Все 4+» рейтинг «России 1» был равен 1,76 %, доля — 11,52 %. В целевой аудитории «Зрители 18+» доля была 12,27 %.
За весь 2021 год средняя доля телесмотрения составила 12,9 %. Среди ежедневных информационно-дискуссионных ток-шоу лидировали «60 минут с Ольгой Скабеевой и Евгением Поповым» и «Вечер с Владимиром Соловьёвым». Наиболее востребованными информационными программами были «Вести недели с Дмитрием Киселёвым», «Вести в субботу» Сергея Брилёва и эксклюзивная программа «Москва. Кремль. Путин». Самым популярным развлекательным проектом, который выходил раз в неделю, был «Привет, Андрей!».

## Кинопроекты
Телеканал участвовал в съёмке и продвижении ряда российских фильмов:
- «Афинские вечера» (2000)
- «Брат 2» (2000)
- «Зависть богов» (2000)
- «Сёстры» (2001)
- «Ехали два шофёра» (2001)
- «Семейные тайны» (2001)
- «Сказ про Федота-стрельца» (2001)
- «Война» (2002)
- «Всё, что ты любишь» (2002)
- «Любовник» (2002)
- «Олигарх» (2002)
- «Бумер» (2003)
- «Попса» (2005)
- «Бой с тенью»[39] (2005)
- «Жмурки» (2005)
- «Первый после Бога» (2005)
- «Добрыня Никитич и Змей Горыныч» (2006)
- «Остров»[40] (2006)
- «Охота на пиранью»[41] (2006)
- «Ванечка» (2006)
- «Пушкин. Последняя дуэль» (2006)
- «Мне не больно» (2006)
- «Перегон» (2006)
- «Человек безвозвратный» (2006)
- «Бой с тенью 2: Реванш» (2007)
- «Ветка сирени» (2007)
- «Стритрейсеры» (2008)
- «Мы из будущего»[42] (2008)
- «Стиляги» (2008)
- «Тарас Бульба» (2009)
- «Кандагар» (2010)
- «Мы из будущего 2» (2010)
- «Как я провёл этим летом» (2010)
- «Прячься!» (2010)
- «Бой с тенью 3D: Последний раунд» (2011)
- «Ёлки 2» (2011)
- «Джентльмены, удачи!» (2012)
- «Легенда № 17» (2013)
- «Сталинград» (2013)
- «Ёлки 3» (2013)
- «Поддубный» (2014)
- «Вычислитель» (2014)
- «Ёлки 1914» (2014)
- «Снежная королева 2: Перезаморозка» (2014)
- «12 месяцев. Новая сказка» (2015)
- «Призрак» (2015)
- «Воин» (2015)
- «Страна чудес» (2016)
- «Экипаж»[43] (2016)
- «Дуэлянт» (2016)
- «Дама пик» (2016)
- «Ёлки 5» (2016)
- «Притяжение» (2017)
- «Урфин Джюс и его деревянные солдаты» (2017)
- «Большой» (2017)
- «Анна Каренина. История Вронского» (2017)
- «Салют-7» (2017)
- «Последний богатырь» (2017)
- «Легенда о Коловрате» (2017)
- «Движение вверх»[44] (2017)
- «Лёд» (2018)
- «Со дна вершины» (2018)
- «Черновик» (2018)
- «Тренер» (2018)
- «Решение о ликвидации» (2018)
- «Заповедник» (2018)
- «Т-34»[45] (2019)
- «Герой» (2019)
- «Холоп»[46] (2019)
- «Лёд 2» (2020)
- «Вторжение» (2020)
- «Вратарь Галактики»[47] (2020)
- «Стрельцов» (2020)
- «Серебряные коньки» (2020)
- «Огонь» (2020)
- «Последний богатырь: Корень зла» (2020)
- «Конёк-Горбунок» (2021)
- «Пара из будущего» (2021)
- «Майор Гром: Чумной Доктор» (2021)
- «Пальма» (2021)
- «Девятаев» (2021)
- «Иван Денисович» (2021)
- «Бендер: Начало» (2021)
- «Бендер: Золото империи» (2021)
- «Небо» (2021)
- «Последний богатырь: Посланник тьмы» (2021)
- «Чемпион мира» (2021)
- «Непослушник»[48] (2022)
- «Мистер Нокаут» (2022)
- «Первый Оскар» (2022)
- «Сердце Пармы»[49] (2022)
- «Непослушник 2. Вспомнить всё» (2022)
- «Чебурашка»[50] (2022)
- «Праведник»[51] (2023)
- «Хитровка. Знак четырёх» (2023)
- «Снегирь» (2023)
- «1993» (2023)
- «Повелитель ветра» (2023)
- «По щучьему велению» (2023)
- «Холоп 2» (2024)
- «Бременские музыканты» (2024)
- «Лёд 3» (2024)
- «Сто лет тому вперёд» (2024)
- «Огненный лис» (2024)
- «Непослушники» (2024)
- «Лунтик. Возвращение домой» (2024)
- «Огниво» (2024)
- «Финист. Первый богатырь» (2024)
- «Роднина» (2025)
- «Пальма 2» (2025)
- «Кракен» (2025)
- «На деревню дедушке» (2025)
- «Плагиатор» (2025)

## Руководители

### Генеральные директора
С мая 1991 по июль 1996 года руководитель телеканала прописывался как его директор, с июля 1996 по апрель 1999 года — как директор телевизионного вещания ВГТРК. С марта 1996 по апрель 2002 года руководитель РТР также выполнял функции генерального продюсера и главного редактора.
- Сергей Подгорбунский (1991—1996)[57]
- Кирилл Легат (1996—1997)[54][58]
- Александр Акопов (1997—2002)[59]
- Антон Златопольский (с 2002 года)[60][61]

### Директора продюсерского центра ВГТРК
- Павел Корчагин (1994—1995)[62][63]
- Станислав Архипов (1995—1996)[64]
- Александр Акопов (1996)[65]

### Главные продюсеры
- Павел Корчагин (2002—2003)[66]
- Василий Григорьев (2003)[67]
- Сергей Шумаков (2003—2009)[68]
- Дмитрий Медников (2009—2015)[69]
- Игорь Шестаков (с 2015 года)[70][71]

### Программные директора
- Андрей Смирнов (1998—2001)[72]
- Владимир Троепольский (2001—2007)[73]
- Евгений Кучеренко (2008—2016)[74]
- Александр Нечаев (с 2016 года)[75]

### Арт-директора
- Семён Левин (2001—2002)
- Михаил Пузырёв (2002—2009)
- Артём Израилов (с 2009 года)

### Главные режиссёры
- Иван Дыховичный (1998—2000)[76]
- Дмитрий Грачёв (с 2015 года)[77]

### Музыкальные оформители
- Сергей Миклашевский (1993—1997)[78]
- Сергей Чекрыжов (1997—1998)
- Антон Батагов (1998—2001)[79]
- Сергей Педченко (2001—2002)
- Александр Петрунин (2002—2005)[80]
- Александр Салоид (с 2006 года)[81]
- Антон Грызлов (с 2010 года)

## Подразделения

### Действующие

#### Дирекция информационных программ «Вести»
Подразделение, которое занимается производством информационных программ. Изначально возникло как Дирекция информационных и общественно-политических программ «Вести». В 1999 году реорганизовано в отдельное ФГУП ГТК «Вести», в 2000 году — в ДИП «Вести» РТР (позже — ГТК «Телеканал „Россия“»). В 2016 году стала частью Объединённой дирекции информационных программ ВГТРК. В настоящее время на телеканале выходят её программы «Вести», «Вести в 20:00», «Вести недели» и «Вести. Неделя в городе».
Ранее занималась производством программ «Контрасты», «Подробности» (позже — «Вести. Подробности»), «Репортёр», «Вести в 11», «Федерация», «Зеркало», «Пульс. Правительственные будни», «Красная книга», «Крестьянский полдень», «Москва-Минск», «Международная панорама», «Большой репортаж РТР», «Вести-Москва», «Пролог», «Вести. Дежурная часть», «Специальный корреспондент», «Вести+», «Честный детектив» («Расследования Эдуарда Петрова»), «Мир на грани», «Пятая студия», «Ревизор», «Вести. Дежурная часть. Спецрасследование», «Вести в субботу» и др.
Руководители
- Алексей Абакумов (1998—2000)[96][97]
- Раф Шакиров (2000)[98][99]
- Андрей Быстрицкий (2000[100], 2004—2006)[101]
- Александр Абраменко (2000—2002)[102]
- Владимир Кулистиков (2002—2004)[103]
- Юлия Быстрицкая (Ракчеева) (2006—2012)[104]
- Евгений Ревенко (2012—2016)[105]
- Андрей Кондрашов (2016—2018)[106]
- Игорь Кожевин (с 2018 года)

#### Студия развлекательных телепрограмм
Создана в 1997 году на базе творческо-производственного объединения «Артель», в 2003 году стала частью Дирекции новых программ и специальных проектов. Занимается производством и курированием программ «Аншлаг», «Измайловский парк», «Петросян-шоу», «Юмор! Юмор! Юмор!», «Дом культуры и смеха», «Парад юмора», «Веселья час», «Ну-ка, все вместе!», «Утренняя почта», «Голубого огонька на Шаболовке» и «Новогоднего парада звёзд», фестивалей «Славянский базар», «Песня года», «Новая волна», «Юморина», праздничных концертов, а также подготовкой к конкурсу «Евровидение» (до 2013 года — и его детской версии).
Ранее курировала проекты «Звёздная ночь в Камергерском», «На Титанике», новогодние мюзиклы 2004—2014 и 2019 годов, фестивали «Юрмалина» и «Детская Новая волна», программы «Городок», «Горячая десятка», «Комната смеха», «Народный артист», «Не скуЧАЙ!», «Вторая половина», «Смехопанорама», «Кривое зеркало», «Субботний вечер», «Смеяться разрешается», «Место встречи», «Секрет успеха», «Сто причин для смеха», «Лучшие годы нашей жизни», «Добрый вечер с Максимом», «Фактор А», «Вечерний квартал», «Рассмеши комика», «Один в один!», «Живой звук», «Хит», «Это смешно», «Главная сцена», «Улица Весёлая», «Мастер смеха», «Пригласите на свадьбу», «Ещё не вечер: Шоу Елены Степаненко» и др.
Руководителем студии с момента её создания по настоящее время является Александр Катанский, продюсером — Геннадий Гохштейн.
Режиссёры
- Игорь Морозов (Хуан Ларра) (1997—2007)[116]
- Сергей Широков (с 2007 года)[117]

#### Дирекция главных продюсеров
Начиная с 2002 года все проекты канала, за исключением информационных, спортивных и юмористических программ, находятся в подчинении у главного продюсера телеканала и курируются его заместителями (с 2019 года), а также службами, входящими в данное подразделение.

##### Служба утреннего эфира
Подразделение, которое занимается подготовкой сюжетов и производством утренней информационно-развлекательной программы «Утро России». (ранее — «Доброе утро, Россия!»)
Руководители
- Александр Олейников (2002—2005)[120]
- Игорь Шестаков (2005—2012)[121]
- Елена Ивлиева (с 2012 года)[122]

##### Служба документальных фильмов
Образована в 1999 году, в Дирекцию главных продюсеров входит с 2002 года. Специализируется на подготовке и доведении до эфира документальных фильмов.
Руководители
- Виталий Манский (1999—2003)[123]
- Сергей Алексеев (2003—2012)[124]
- Владимир Соловьёв (2012—2017)[125]
- Мария Финкельштейн (Мирошниченко) (с 2017 года)[126][127]

### Упразднённые

#### Отдел кинопроизводства
Подразделение образовано в марте 2000 года как Служба кинопроизводства, с 2003 года находилось в подчинении у Дирекции программ как её Отдел кинопроизводства. Занималось производством многих отечественных сериалов, среди которых «Каменская», «Семейные тайны», «Воровка», «Бригада», «Идиот», «Линии судьбы», «Мастер и Маргарита», «Ликвидация» и др., а также ток-шоу «Панорама кино». Руководил данным подразделением Валерий Тодоровский. Основным производителем сериалов для канала в то время являлась фирма Тодоровского «Рекун-ТВ». После закрытия отдела в конце 2007 года его полномочия были переданы Дирекции кинопоказа.

#### Объединённая редакция спортивных телеканалов ВГТРК
Образована в 1991 году как творческо-производственное объединение «Арена». Непосредственное участие в создании объединения принимал Алексей Бурков. В 1999 году объединение «Арена» было реорганизовано в Студию спортивных программ, в 2003 году, после запуска телеканала «Спорт», — в Объединённую редакцию спортивных программ (с 2010 года — телеканалов) ВГТРК. Занималась производством передач на спортивную тематику, телетрансляций и комментариев к ним, в частности — программ «Вести-спорт», «Футбол без границ», «Арена-спорт», «Спорт за неделю», «Футбол России» и др. Ликвидирована 30 сентября 2015 года.
Руководители
- Александр Иваницкий (1991—1999)[141][142][143]
- Владимир Гомельский (1999—2001)[144][145]
- Василий Кикнадзе (2001—2010)[146][147][148]
- Дмитрий Анисимов (2010—2013)[149][150]
- Александр Тащин (2013—2015)[151]

Заместители руководителя
- Борис Гультяй (1991—1999)[152][153][154][155]
- Владимир Гомельский (2001—2003)[156][157]

Главные редакторы
- Дмитрий Губерниев (2013—2015)[158]

#### Служба цикловых и тематических программ
Подразделение было основано в сентябре 2003 года и занималось разработкой и доведением до эфира познавательных и развлекательных программ, а также ток-шоу и специальных проектов. Среди запущенных и курируемых передач: «Спокойной ночи, малыши!», «Мусульмане», «Военная программа», «Вся Россия», «Мой серебряный шар», «Субботник», «Форт Боярд», «Частная жизнь», «Суд идёт», «Сельский час», «Формула власти», «Танцы со звёздами» (изначально), «Великолепная восьмёрка», «Танцы на льду», «Ступени», «Ты — то, что ты ешь», «50 блондинок», «Как найти мужа?», «Феномен», «Звёздный лёд», «Ты и я», «Подари себе жизнь», «Кто хочет стать Максимом Галкиным?», «О самом главном» (изначально), «Девчата», «Поединок» (изначально), «Стиляги-шоу», «С новым домом!», «Воскресный вечер с Владимиром Соловьёвым» (изначально), «Минутное дело», «Погоня», «Битва хоров», «Большие танцы», «Наш выход!», «Клетка» и «Артист». Упразднена в сентябре 2015 года. Руководителем службы являлся Искандер Хакимов.

#### Служба специальных линейных проектов
Образована в 2011 году. Подразделение, занимавшееся производством ток-шоу «О самом главном», «Малахов», «Воскресный вечер („Вечер“) с Владимиром Соловьёвым», «60 минут», «Кто против?», «Привет, Андрей!» и «Судьба человека». Ранее производила программы «Поединок», «Исторический процесс», «Специальный корреспондент», «Брачное агентство Николая Баскова», «Дело X. Следствие продолжается», «Загадка судьбы», «Вести.doc», «Команда» и «Далёкие близкие». Упразднена в 2019 году.
Руководители
- Наталья Никонова (2011—2017)[169][170][171]
- Гюльнара Ильчинская (2017—2019)[118]

#### Служба сериалов прайм-тайм
Образована в 2007 году. Занималась продюсированием крупных российских многосерийных проектов, выходивших в 21:00. Среди наиболее известных: «Доярка из Хацапетовки», «Приказано уничтожить! Операция „Китайская шкатулка“», «Вольф Мессинг: видевший сквозь время», «Исаев», «Записки экспедитора Тайной канцелярии», «Земский доктор», «Жизнь и судьба», «Братья по обмену», «Шерлок Холмс», «Екатерина», «Письма на стекле», «Сын за отца», «Людмила Гурченко», «Тихий Дон», «Следователь Тихонов», «Доктор Рихтер» и др. Руководителем студии с момента её создания до её закрытия в 2016 году являлась Екатерина Ефанова.

#### Служба предпраймовых сериалов
Создана в 2009 году. Занималась продюсированием российских сериалов, выходивших по будням и по выходным в дневное время. Среди запущенных проектов: «Ефросинья», «Институт благородных девиц», «Семейный детектив», «Кровинушка», «Тайны института благородных девиц», «Пока станица спит», «Сердце звезды», «Чужое гнездо», «Последний янычар» и др. Упразднена в декабре 2015 года. Бессменным руководителем подразделения был Алексей Целихин.

#### Служба кинопоказа
Образована как самостоятельное подразделение в 1998 году. С момента своего основания до 2014—2015 годов занималась закупкой и доведением до эфира иностранной кинопродукции. В 2003—2007 годах находилась в подчинении у Дирекции программ как её Отдел кинопоказа. С 2008 года, после входа в Дирекцию главных продюсеров и закрытия Отдела кинопроизводства, занималась подготовкой и продюсированием многих отечественных фильмов и телесериалов, выходящих на канале. После её закрытия в сентябре 2019 года её полномочия были переданы уже существующей Дирекции телекино, которую возглавила продюсер компании «Москино» Мария Ушакова.
Руководители
- Дмитрий Нестеров (1998—2001)[178][179]
- Владилен Арсеньев (2001—2002)[180]
- Александр Кушаев (2002—2019)[181]

## Критика

### Цензура, необъективность и ложные сообщения в информационных программах
- Некоторыми журналистами критиковались выпуски программы «Вести» от начала сентября 2004 года о трагедии в Беслане за манипуляцию общественно значимой информацией. В частности, в одном из своих прямых включений тогдашний корреспондент программы Маргарита Симоньян упомянула цифру в «354 заложника», хотя истинное число их было известно изначально и составляло 1128 человек, а также о том, что «террористы не выдвигают требований» (при том, что на самом деле главное требование также было заранее озвучено, им был вывод российских войск из Чечни)[182][183].
- В апреле 2007 года появилась информация о том, что телеканал подверг цензуре французский документальный фильм о подготовке последних нашумевших цветных революций под названием «Revolution.com. США: завоевание Востока»[184], выпущенный в сентябре 2005 года[185]. По информации газеты «Коммерсантъ» и французской стороны, в результате монтажа содержание фильма было сильно изменено: из него были убраны все нежелательные моменты и комментарии, упоминания оппозиционных организаций, эпизоды, отснятые в российской столице, а также фамилия одного из авторов — Манон Луазо[184]. По подсчётам «Коммерсанта», в перемонтированной версии, показанной на «России» 15 апреля 2007 года, фильм шёл 48 минут с 20:46 до 21:34 (из-за чего пришлось сократить хронометраж шедшей перед фильмом программы «Вести недели» с 1 часа до 45 минут), в то время, как в оригинале фильм шёл 53 минуты 40 секунд[184]. Представители российского телеканала заявили, что фильм был обрезан по предварительному соглашению с французской стороной, а титры были такими же, какими их предоставили французы[184]. Представитель французского агентства САРА в свою очередь же отметил, что телеканал «Россия» нарушил условия жёсткого контракта, по которому в данный фильм не должны были быть внесены никакие изменения[184].
- В марте 2011 года протоиерей Вячеслав (Пушкарёв), заведующий миссионерским отделом Иркутской епархии Русской Православной Церкви, дал оценку позиции телеканала в освещении конфликта в Ливии:

«…два месяца тому назад Каддафи был надёжным партнёром России, теперь он стал «диктатором» и «убийцей собственного народа». Какая метаморфоза! При всём этом очевиден однобокий подход к освещению проблемы. Наши телеканалы выбрали для себя линию подражания западным СМИ… Получается, что наши журналисты и редакторы являются сторонниками мятежей и государственных переворотов и им наплевать на конституционный строй?.. Наши центральные СМИ пошли на поводу у политики и, нарушая основные нормы журналистской этики, показали всему миру и нам высочайший уровень своего собственного непрофессионализма и ангажированности. Ведь они бессовестнейшим образом стали использовать методику двойных стандартов в своей «работе»… Найдут ли наши СМИ, а особенно канал «Россия» и «Первый канал», в себе силы и решимость признаться в нечестности и попросить прощения у ливийского народа и его лидера? Сомневаюсь».
- В июне 2013 года МИД Туркменистана обвинил телеканал «Россия-1» и специального корреспондента Евгения Поддубного в непрофессионализме за репортаж «Сирийский джихад превращает оппозицию в радикалов» в котором демонстрировались кадры, в которых присутствует якобы гражданин Туркменистана, некий Ровшан Газаков, боевик-командир подрывников[187]. В заявлении МИД Туркменистана отмечается[188]:

«…что подобного рода репортажи, основанные на недостоверной информации, не соответствуют духу позитивно развивающихся туркмено-российских отношений, являются нарушением элементарных норм журналистской этики и рассматриваются туркменской стороной как попытки дезинформировать зрительскую аудиторию».
В самом репортаже пленные члены террористической группировки утверждают, что они приехали из Туркменистана. По данным ряда сетевых СМИ ещё до выхода в эфир телеканала «Россия-1» сюжета «Сирийский джихад превращает оппозицию в радикалов» спецслужбы Туркменистана располагали информацией о задержанных в Сирии террористах, кроме того, сотрудники туркменских силовых структур вели активные поиски сообщников членов группировки «Фронт ан-Нусра» в Туркменистане.
- 28 июня 2013 года немецкий общественный телеканал ZDF опроверг обвинения канала «Россия» в оплате поддержки Pussy Riot на немецком гостелевидении. ZDF пришлось отвечать в эфире на чистом русском языке, чтобы избежать трудностей перевода[191].
- В вышедшей в эфир 28 ноября 2014 года программе «Специальный корреспондент» для демонстрации «аморальности» западных ценностей в области воспитания детей был использован видеоматериал с изображением обнажённых мужчин[192][193][194]. При этом в кадре российского эфира звучал вопрос: «Должна ли детская комната выглядеть таким образом?». 2 декабря 2014 года стало известно, что компания Fathead[англ.] (США) объявила о намерении судиться с телеканалом «Россия-1», так как на самом деле в оригинале данного видеоролика использовалось изображение монстр-трака[195].
- 23 мая 2015 года в эфир вышел пропагандистский[196] фильм «Варшавский договор. Рассекреченные страницы», в котором утверждалось, что вторжение войск СССР и стран Варшавского договора в Чехословакию в 1968 году было дружественным шагом для защиты страны от угрозы переворота, поддерживаемого Западом и Североатлантическим альянсом[197]. Министр иностранных дел Чехии Любомир Заоралек вызвал посла России Сергея Киселёва для объяснений по поводу этого документального фильма, в МИД Словакии обвинили канал в попытке фальсификации исторических фактов[198][199]. В свою очередь руководитель дирекции международных отношений ВГТРК Пётр Фёдоров заявил о соответствии фильма всем канонам журналистики и соблюдении этических норм[200].
- 10 апреля 2016 года в эфире программы «Вести недели» её ведущим Дмитрием Киселёвым был представлен отрывок из фильма Евгения Попова «Эффект Браудера», премьера которого была назначена на 13 апреля. Согласно фильму, российский политик Алексей Навальный с 2007 года сотрудничал с основателем Hermitage Capital Уильямом Браудером в рамках операции «Дрожь» по подрыву конституционного строя в России[201], которая была разработана ЦРУ ещё в 1986 году[202]. СМИ обратили на ряд странностей, часть из которых была исправлена журналистами ВГТРК: переписка сотрудников иностранных спецслужб на английском языке имела орфографические и грамматические ошибки, один из документов подписан уже ушедшим к тому времени сотрудником спецслужб[203], в переписке есть ответы на вопросы, заданные через несколько лет, голоса Ильи Пономарёва и Навального из аудиозаписи не соответствуют этим политикам (или их невозможно опознать[204][205][206]). Помимо прочего, аудиозапись их разговора сопровождалась шипением, характерным скорее для стационарного телефона, а не для Skype, как то утверждали авторы[207]. Кадры, отснятые каналом в офисе «Фонда борьбы с коррупцией» в Москве, в сюжете «Вестей недели» сопровождались всплывающей плашкой «Киев, Украина»[208]. Сам Навальный, оценивший содержание фильма как выдумку[202], пообещал подать в суд на Дмитрия Киселёва и Евгения Попова по статье «клевета», а также направил в ФСБ запрос с просьбой изъять и проверить на подлинность материалы, которые стали основой фильма Евгения Попова[209].
- В эфире программы «Вести недели» от 3 июня 2018 года сюжет о визите российского министра иностранных дел Сергея Лаврова в Пхеньян 31 мая[210] был проиллюстрирован изображением, на котором лидеру КНДР Ким Чен Ыну была пририсована улыбка[211]. На официальном снимке она не отображалась, вследствие чего возникло предположение, что редакторы телеканала прибегали к компьютерному фотомонтажу. Ведущий Дмитрий Киселёв после эфира заявил, что «редакция не пользовалась никакими инструментами для редактирования снимка», а во время встречи политиков было сделано большое количество снимков с разными мимическими фазами[212].

### Псевдонаучные документальные фильмы
В 2006 году фильм этого канала «Великая тайна воды» вызвал огромный резонанс в обществе, многочисленные споры и критику представителей Русской православной церкви, обвинивших создателей в оккультном и эзотерическом содержании, выдаваемом за науку, а также в дезориентации верующих. Георгий Белодуров отметил, что большинство участвующих в фильме «академиков» являются академиками РАЕН. Комиссия по борьбе с лженаукой Российской академии наук крайне резко отозвалась о фильме. В бюллетене комиссии отмечается:

«В апреле 2006 г. телеканал «Россия» показал мастерски снятый фильм «Великая тайна воды», который иначе как пасквилем на мировую науку назвать нельзя. В конце 2006 г. фильм получил три премии «ТЭФИ». Тем самым телевизионных дел мастера убедительно продемонстрировали, что для них самое главное — рейтинг, даже если он достигается ценой грубого обмана. А то, что при этом совершенно беззастенчиво попирается наука, что людям навязываются средневековые представления, организаторам премиального балагана безразлично…»

### Освещение событий на Украине
В выпуске телепрограммы «Вести недели» от 8 декабря 2013 года Дмитрием Киселёвым была искажена хронология событий на Евромайдане. По версии телеканала «Россия-1», события на улице Банковой, которые были названы «предысторией крови, которая пролилась», предшествовали силовому разгону Евромайдана, что не соответствует действительности. 15 декабря, в следующем выпуске программы, Дмитрий Киселёв признал допущенную ошибку.
25 февраля 2014 года Российская общественная коллегия по жалобам на прессу нашла в сюжете «Украинское вече. Евромайдан: по стопам „цветных“ революций» программы «Вести недели» от 8 декабря 2013 года признаки пропаганды. Члены коллегии признали материал «подгонкой жизни под пропагандистскую „колодку“», сюжет о Майдане в целом, по их мнению, характеризуется «оскорбительно низким качеством» и рассчитан на «неразборчивость, нетребовательность и всеядность информационно зависимой части российского общества». Реплики Киселёва, прозвучавшие в ходе сюжета, коллегия назвала «установочными обобщениями».
1 марта 2014 года в программе «Вести в субботу» был показан сюжет о якобы перестрелке в Симферополе, в котором показали «украинских боевиков» с закрытыми лицами и тела российских военных, лежавших неподвижно на земле. Однако зрители обратили внимание на то, что показанные «бандеровцы» были вооружены новейшими российскими автоматами АК 100-й серии и гранатомётами РГ-94, которые состоят на вооружении только в российской армии. Также под «трупами» российских военных в камуфляже не было следов крови. Свидетели съёмок репортажа — съёмочная группа крымскотатарского телеканала ATR — при выяснении событий «перестрелки» были избиты неизвестными. По словам крымскотатарских журналистов, на самом деле в результате стрельбы не было никаких человеческих жертв.
10 апреля 2014 года в программе «Вести» вышел сюжет о пострадавшем на Украине от рук радикалов сепаратисте, которого зовут Андрей Петков, и у которого диагностировали ожог лица, сотрясение мозга и перелом голени. Однако в этот же вечер, но ранее, в программе «Чрезвычайное происшествие» на НТВ вышел сюжет, в котором журналистам телеканала удалось пообщаться с гражданином Германии Андреем Петховым, получившим ранение во время столкновений у стен обладминистрации города Николаев. Человек заявил, что он был «наёмником Майдана», готовивший к силовым акциям группу из 50 бойцов из Западной Европы. Они выступали на стороне «Правого сектора» и должны были покалечить мирных митингующих. В обоих случаях перед зрителями предстал один и тот же человек, пластырь на носу которого и пятна зелёнки на подбородке были одинаковые. Спустя 2 дня в выпуске «Вестей» снова подтвердили собственную версию о Петкове, сторонником которой оказался «народный мэр» Николаева, однако спустя неделю НТВ в новом сюжете со ссылкой на родственников Петкова сообщило о том, что тот стоит на учёте в психдиспансере, у него весеннее обострение и шизофрения. По мнению телеобозревателя Арины Бородиной, «эта история должна войти в учебники журналистики о том, до чего может довести пропагандистский раж». Автор сюжета Антон Лядов продолжил работу на телеканале, став корреспондентом во Франции, и в мае 2016 года был уличён в приписывании интервьюируемым слов, которые они не говорили, в сюжете для программы «Вести недели».
В середине мая в программе «Вести» телеканала в сюжете «Присяга под стволами» о боях под Славянском для демонстрации жестокости украинских военных были использованы кадры с убитым мужчиной из выпуска «Вестей» от 18 ноября 2012 года. Видеосюжет, откуда были взяты эти кадры, был посвящён новости о введении контртеррористической операции в Баксанском районе Кабардино-Балкарии. Заместитель гендиректора ВГТРК Дмитрий Киселёв заявил о том, что использование этих кадров было «случайной ошибкой», и исключил вероятность попыток манипуляции аудиторией со стороны журналистов. Ведущий того выпуска «Вестей» Эрнест Мацкявичюс объяснил ошибку редакторов «издержками интернета», после обнаружения которой видео было удалено.

Стивен Эннис из службы мониторинга BBC, изучив репортажи «России-1» о боях в Широкино, сделал вывод, что российские журналисты вводят своих зрителей в заблуждение относительно происходящего там. Среди используемых приёмов он отметил манипулирование с видео- и фотокадрами, а также фальсификацию и искажение информации.

### Критика со стороны литовских властей
В августе 2017 года телеканал «Россия-1» и его международная версия «РТР-Планета» подверглись критике со стороны Литовской комиссии по радио и телевидению за разжигание войны и ненависти посредством ряда передач, выходящих на этих каналах. Литовские власти возмутились содержанием выпуска программы «Вечер с Владимиром Соловьёвым» от 31 мая 2017 года, в ходе которого лидер ЛДПР Владимир Жириновский предложил «выдвинуть ультиматум прибалтийским государствам, чтобы те отвели все войска НАТО на 300 километров от границ России», а если они этого не сделают, то — «принять определённые меры».
В ответ на обвинения глава Дирекции международных отношений ВГТРК Пётр Фёдоров заявил, что все упрёки в адрес содержания таких программ являются несправедливыми, а мнения экспертов — «свободное выражение людьми своей точки зрения».

### Санкции
20 августа 2014 года, после аннексии Крыма Россией, Украина запретила вещание 14 российских телеканалов в публичных и частных внутренних кабельных сетях, в числе которых «Россия-1», за «пропаганду войны и насилия».
На фоне вторжения России на Украину, 16 декабря 2022 года, Евросоюз приостановил лицензию и запретил вещание телеканала «Россия-1».
8 мая 2022 года санкции против «Россия-1» ввели США, отмечая что канал прямо или косвенно контролируется государством, американским компаниям запрещается размещать рекламу и предоставлять оборудование для канала.
7 июля 2022 года Канада ввела санкции в отношении «Россия-1», включив его в санкционный список «российских структур дезинформации» за содействие и поддержку «неспровоцированного и необоснованного вторжения России в Украину».

## Награды
- Проекты телеканала и его сотрудники неоднократно получали награды ТЭФИ.
- Почётная грамота Совета МПА СНГ (26 ноября 2015 года, Межпарламентская ассамблея СНГ) — за активное участие в проведении международного телекинофорума «Вместе», вклад в укрепление дружбы между народами государств — участников Содружества Независимых Государств[239].